# Сенгилєєвський район
Сенгилєєвський район (рос. Сенгилеевский район) — адміністративно-територіальна одиниця (район) та муніципальне утворення (муніципальний район) у південно-східній частині Ульяновської області Росії.
Адміністративний центр — місто Сенгилей.

## Історія
Сенгилєєвський район утворено 16 липня 1928 року у складі Ульяновського округу Середньо-Волзької області (з 1929 - Середньо-Волзького краю, з 1935 року - Куйбишевського краю, з 1936 року - Куйбишевської області).

## Населення
| 1939    | 1989    | 2002    | 2009    | 2010    | 2011    | 2012    |
| ------- | ------- | ------- | ------- | ------- | ------- | ------- |
| 36 381  | ↘29 334 | ↘26 338 | ↘24 966 | ↘23 260 | ↗23 272 | ↘23 053 |
| 2013    | 2014    | 2015    | 2016    | 2017    | 2018    | 2019    |
| ↘22 958 | ↘22 725 | ↘22 456 | ↘22 251 | ↘21 936 | ↘21 360 | ↘20 927 |
| 2020    | 2021    |         |         |         |         |         |
| ↘20 604 | ↘19 677 |         |         |         |         |         |